# Amancio Escapa Aparicio
Amancio Escapa Aparicio OCD (Cistierna, Espanha, 30 de março de 1938 - 5 de maio de 2017) foi um religioso religioso espanhol e bispo auxiliar em Santo Domingo.
Amancio Escapa Aparicio ingressou na ordem dos Carmelitas Descalços e foi ordenado sacerdote em 22 de abril de 1962.
Em 31 de maio de 1996, o Papa João Paulo II o nomeou Bispo Titular de Cenae e Bispo Auxiliar de Santo Domingo. O Arcebispo de Santo Domingo, Cardeal Nicolás de Jesús López Rodríguez, o consagrou em 6 de julho do mesmo ano; Co-consagradores foram Juan Félix Pepén y Soliman, Bispo Auxiliar Emérito em Santo Domingo, e François Robert Bacqué, Núncio Apostólico na República Dominicana.
O Papa Francisco aceitou sua aposentadoria em 4 de julho de 2016.